# Памятник А. С. Попову (Санкт-Петербург)
Памятник изобретателю радио Александру Степановичу Попову в Санкт-Петербурге находится в сквере на Каменноостровском проспекте в Петроградском районе города. Установлен в 1959 году (скульпторы В. Я. Боголюбов, В. В. Исаева, архитектор Н. В. Баранов). Памятник является объектом культурного наследия федерального значения.

## История
История монумента началась 2 мая 1945 года, когда вышло Постановление Совета Народных Комиссаров о сооружении памятнику А. С. Попову. Четыре года спустя в 1949 году был объявлен конкурс на проект памятника изобретателю радио. В этом конкурсе приняли участие четыре авторских коллектива, а выиграл этот конкурс проект скульптора В. Я. Боголюбова. Создание памятника заняло несколько лет, и В. Боголюбов, скончавшийся в 1954 году, не дожил до завершения модели памятника. Поэтому работы над памятником завершали другие скульпторы: М. К. Аникушин, М. Р. Габе и Р. К. Таурит, а руководство осуществлялось скульптором В. В. Исаевой. Архитектором выступил Н. В. Баранов.
Сама скульптура была отлита в бронзе только в 1956 году на заводе «Монументскульптура». Постамент памятника был выполнен из гранита, добытом в карьере «Кузнечное» Каарлахтинского месторождения (Карелия). Сооружением постамента занимался камнеобрабатывающий завод «Красная Заря». Высота памятника составляет 7,6 м (постамент — 3,6 м, скульптура — 3 м). Надпись на постаменте гласит:
ПОПОВ

АЛЕКСАНДР СТЕПАНОВИЧ

1859—1906

ИЗОБРЕТАТЕЛЬ РАДИО 
Открытие памятника, состоявшееся 22 марта 1959 года, было приурочено к столетнему юбилею со дня рождения А. С. Попова. На церемонии открытия присутствовало около тысячи человек, в том числе дочери изобретателя —— Р. А. Попова и Е. А. Попова-Кьяндская, а также его внучки. В день радио (7 мая) рядом с памятником проводятся митинги, к подножию памятника возлагают цветы.

## Описание
А. С. Попов изображён стоящим во весь рост. Левой рукой он опирается на кафедру, на которой стоит изобретённый им первый радиоприёмник. Таким образом, это не только памятник Попову, но также и памятник его приёмнику. По замыслу авторов, Попов изображён в момент, когда на заседании Русского физико-химического общества 7 мая 1895 года он рассказывает о своём изобретении. Изначально же скульптор Боголюбов планировал изобразить Попова с телеграфной лентой в руках, когда он сообщил о получении первой радиограммы, но этот проект был в дальнейшем изменён.
Бронзовая скульптура установлена на прямоугольном постаменте из красного полированного гранита. Пьедестал расширяется книзу, благодаря чему осуществляется его связь с зелёным партером.
Решение памятника является традиционным, но несмотря на это, он, по мнению историка искусств В. Г. Исаченко, отличается масштабностью, монументальностью и строгостью пластики.